# Antun Nemčić
Antun Nemčić (Edde, 1813. január 14. – Körös, 1849. szeptember 5.) horvát költő.

## Élete
Miután középiskolai tanulmányait szülőhelyén és Horvátországban elvégezte, megyei jegyző lett Körös megyében. Amikor az 1830-as években Ljudevit Gaj, a délszláv irányú mozgalmat megindította, Nemčić is hozzá csatlakozott és horvát hazafias költeményeket írt az akkori hírlapokba. Beutazta Olaszországot. Körös városa szobrot emelt neki, melyet a Zrinyi-téren 1899. október 16-án lepleztek le.

## Munkái
- Putositnice. Zágráb, 1845. Két füzet (útleírás, költemények, melyekből előbb már megjelent néhány a Neven c. lapban)
- Pesme. Zágráb, 1851 (összes költeményei)
- Tko će biti veliki sudac. Zágráb, 1864 (Ebéd kenyér nélkül, vígj. 4 felv. Bogovics adta ki)

Kiadta Tomo Blažek politikai költeményeit. (Zágráb, 1848)